# Oda do wolności
Oda do wolności – wiersz Juliusza Słowackiego napisany w 1830 roku, nawiązujący do powstania listopadowego.
Utwór nawiązuje do gatunkowych tradycji klasycyzmu, patetyczna forma służy gloryfikacji powstania.
Hymn, Oda do wolności oraz Kulik przyniosły Słowackiemu sławę oraz sympatię patriotycznej publiczności. Uczyniły z niego poetę politycznego o ambicjach ingerowania w rzeczywistość historyczną i brania za nią odpowiedzialności, choć dbał, by pozostać bezstronnym.
Tytuł nawiązuje do wiersza Mickiewicza (Oda do młodości).
Oda stanowi pochwałę wolności, Słowackiemu zależało również na propagowaniu idei republikańskich. Wśród przywołanych wydarzeń historycznych znalazły się reformacja zapoczątkowana przez Marcina Lutra, rewolucja angielska pod wodzą Olivera Cromwella, wspomina również prezydenturę George’a Washingtona.